# Piraí (ort)
Piraí är en ort i Brasilien.   Den ligger i kommunen Piraí och delstaten Rio de Janeiro, i den sydöstra delen av landet, 900 km sydost om huvudstaden Brasília. Piraí ligger 381 meter över havet och antalet invånare är 19 105.
Terrängen runt Piraí är kuperad söderut, men norrut är den platt. Runt Piraí är det ganska tätbefolkat, med 54 invånare per kvadratkilometer.. Närmaste större samhälle är Barra do Piraí, 19,2 km norr om Piraí.
Omgivningarna runt Piraí är huvudsakligen savann.